# Henri Stoelen
Henri Stoelen, född 2 september 1906 i Bryssel, död 1977 i Bryssel, var en belgisk vattenpolospelare. Han tog 1936 OS-brons med Belgiens landslag.
Stoelen spelade sju matcher i den olympiska vattenpoloturneringen i Berlin.